# 투자자 국가 분쟁 해결
투자자 국가 분쟁 해결(投資者 國家 分爭 解決, 영어: Investor State Dispute Settlement, ISDS) 조항 또는 투자자 국가 소송 제도는 국제 무역 조약에서 외국의 투자자가 상대방 국가의 법령이나 정책 등으로 인하여 이익을 침해당했을 때, 투자자에게 국제법에 따라 해당 국가를 상대로 세계은행 산하 국제 투자 분쟁 해결 센터(International Centre for Settlement of Investment Disputes, ICSID)나 유엔 국제 무역법 위원회(United Nations Commission on International Trade Law, UNCITRAL) 등 국제중재기관에 중재를 신청할 수 있는 권리를 부여하는 규정이다. 흔히 ISD라고도 하나 이는 잘못된 약자로 ISDS라고 써야 맞다. 중재조항(Arbitration clause)의 하나이다.

## 분쟁 해결 기준
투자자 국가 분쟁 해결(ISDS) 규정의 기준은 양국 간 협정문이며 판결의 준거는 합리성과 비례성(비차별성)이 핵심이다.
세계은행 산하 국제 투자 분쟁 해결 센터(ICSID)의 중재인인 신희택 서울대 로스쿨 교수는 정부가 외국인 투자자가 운영하는 사업, 기업을 규제할 때는 합목적성과 합리성을 띠어야 하고 내국 산업·기업과 차별해서는 안 되며 제도가 합리성과 차별성을 띠느냐가 중요한 판단의 기준이라고 한다. ICSID 협약상 147개 회원국 정부는 자국의 중재인 후보 4명, 조정인 후보 4명 등 8명을 지명한다.

## 분쟁 해결 사례

### 카길 대 멕시코
미국의 카길사는 고과당옥수수시럽(HFCS)을 개발해 멕시코의 탄산음료 시장을 장악했다. 이에 대해 멕시코 정부는 고과당옥수수시럽(HFCS) 등의 "설탕 이외의 감미료 사용 음료"에 20%의 소비세(IEPS Tax)를 부과했다. ICSID는 멕시코산 설탕 사용 시 세제 혜택을 부여하여 북미자유무역협정(NAFTA) 조약의 평등 조항 위반이라고 보아 멕시코 정부는 카길사에 7730만 달러를 배상하라고 판결했다.

### 애지니언 대 멕시코
미국의 쓰레기처리업체인 애지니언(Azinian)사는 멕시코 Naucaplan시와 용역계약을 맺었다가 사업실적 부풀리기, 파산상태 등을 들어 시정부로부터 계약 파기 통보를 받자 1997년 ICSID에 중재신청을 했다. 그러나 ICSID는 멕시코 법원이 판단한 계약무효 결정이 정당하다며 기업의 청구를 기각했다.

### AIG 대 카자흐스탄
미국의 투자펀드인 AIG 캐피털파트너스는 카자흐스탄 알마티에서 주상복합주택 프로젝트에 참여해 부지를 매입하고 건설계약을 체결했으나, 카자흐스탄 정부는 사업부지가 국립수목원 부지에 해당한다며 건설사업 중단을 통보했다. ICSID는 국립수목원 부지라 하더라도 사업계약을 맺었다가 "보상없이 수용"한 것은 관련 조약 위반이라며 AIG에 승소판결했다.

## 한미 FTA 논란

### 행정법
현대의 전 세계 사법체계는 마그나 카르타가 만들어진 13세기 경의 영국 사법체계를 각국이 모방, 변형하여 도입한 것으로서, 영국법과 미국법은 법의 지배를 주장하며, 독일법은 법치주의를 주장한다.
영국법의 법의 지배에서는 국가(국왕)는 국민 개개인과 법앞에서 평등하다고 하여 행정법을 부정하는 반면, 독일법의 법치주의에서는 국가(국왕)는 국민 개개인과는 다르다고 하여, 민사소송으로 하면 패소할 것도 국가가 당사자인 경우에는 승소 판결을 할 수 있도록, 민사소송과 다른 행정소송이라는 것을 따로 만들었다.
이러한 국가를 소송에서 우대하는 독일법의 행정법을 한국 일본 등은 수입했으나, 영국, 미국은 이를 법 앞의 평등 위반이라고 보아 반대하고 있다.
한미 FTA는 ISDS 규정이 있는데, 이는, 영미법의 국가를 우대하지 않고 평등하게 처리하는 견해에 입각한 조문으로서, 국가대 개인의 소송을 행정소송으로 처리하는 독일법, 한국법과는 달리, 국가대 개인의 소송도 개인대 개인의 소송으로 동일하게 민사소송으로 처리하는 영미법상의 제도라고 할 수 있다.
한국의 민주당 등의 정치인들과 법률가들은, ISDS 규정이 한국법의 행정법 체계를 무력화 시킬 수 있다고 우려하고 있다. 사실상 정부의 공공 정책 기능이 상실된다고 주장한다. 독일법, 한국법의 행정법에서는, 국가의 불법행위가 인정되어 일반 민사소송에 의하면 국가가 패소할 사안인 경우에도, "공공이익"이 인정되면 국가에 승소판결을 할 수 있게 되어 있다.

### 재정 부담
ISDS 규정은 독일법상 행정소송을 없애고 전부 영미법상 민사소송화하는 의미가 있는 것인데, 보통, 민사소송에서 대기업이나 국가는 돈이 매우 많기 때문에 거액배상을 노리는 소송의 주요한 피고가 된다.
독일법의 행정법은 이러한 "최대 재산 보유자인 국가"에 대한 소송 시도를 무력화 시킬 수 있으나, 영미법에서는 이러한 보호가 없어서, 국가가 거액배상을 노리는 민사소송의 주요 먹잇감이 될 수 있다.
박원순 서울시장은 이러한 ISDS 조항에 의한 민사소송으로, "서울시의 공공정책이 불평등하다"는 이유로 서울시가 패소할 경우, 그 손해배상금을 서울시가 모두 부담해야 하므로, 상당한 재정부담이 될 수 있다고 지적한다. 이에 대해 정부는 너무 과장된 우려라면서, 서울시는 피고가 될 수 없고, 대한민국만이 피고가 될 수 있으며, "서울시의 공공정책을 평등하게 고치면, 아무 문제가 없을 것"이라고 말했다.

### 글로벌 스탠더드
2011년 11월 7일, 정병두 법무부 법무실장은 "ISDS는 한국이 그동안 체결한 6개 FTA를 포함한 81개 투자협정에 모두 포함돼 있는 글로벌 스탠더드"라면서 "우리 입맛대로 선택할 수 있는 제도가 아니며, 외국인 투자자에 대한 차별적 정책을 금지하는 것일 뿐, 공정하고 투명한 정책이라면 제소 가능성이 없다"고 주장했다.
한국이 그동안 체결한 6개의 FTA는 한칠레 FTA, 한싱가포르 FTA, 한EFTA FTA, 한아세안 FTA(ASEAN), 한인도 CEPA, 한EU FTA를 말한다. 한EU FTA에서는 투자자 국가 분쟁 해결(ISDS)과 쇠고기 수입 문제, 방송시장 개방 등은 논의 자체에서 배제하기로 합의, 극렬한 반발이 있었던 한미 FTA와는 달리 비교적 원만하게 타결되었다.

### 법조계 반응
매일경제신문의 기사에 따르면, 정치권의 여야대립과는 별개로 일부 법조계의 반응은 ISDS 조항이 예전부터 삽입되어 오던 것이고 별 문제가 안 되던 것이라서 야당의 주장은 너무 과도한 측면이 있다고 본다고 한다.

## 같이 보기
- 한미 FTA
- 국제 투자 분쟁 해결 센터(ICSID)
- 유엔 국제 무역법 위원회(UNCITRAL)